# Giosia, Ieconia e Salatiel

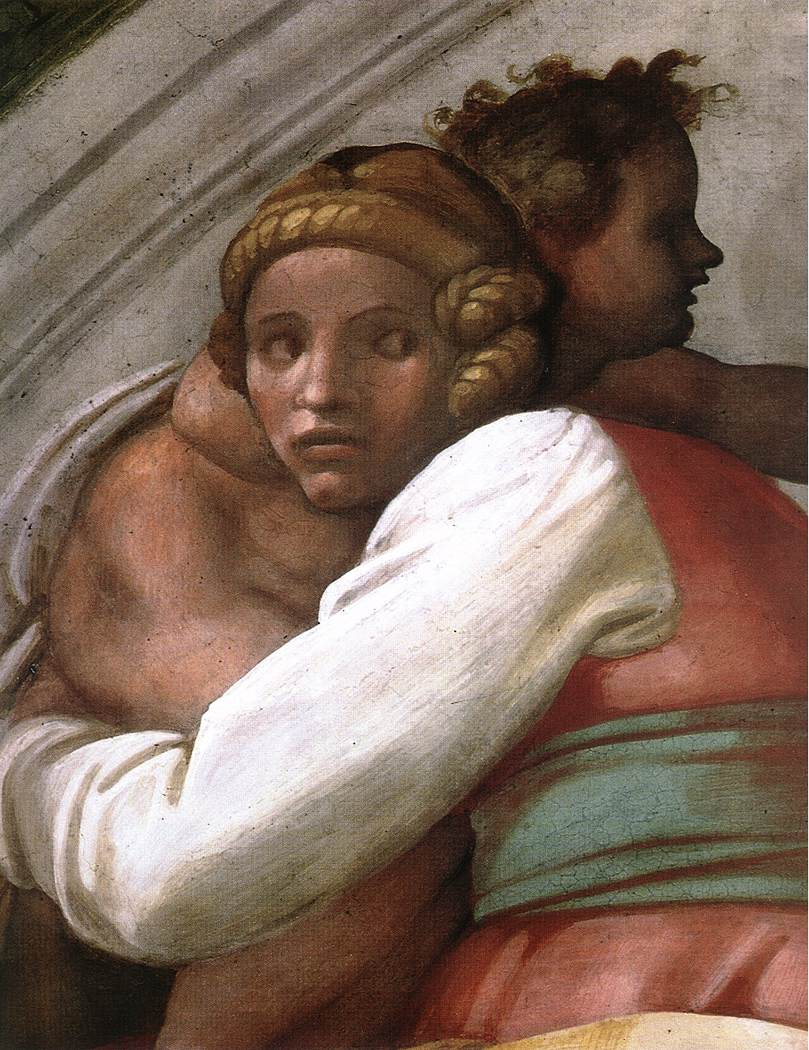
Dettaglio

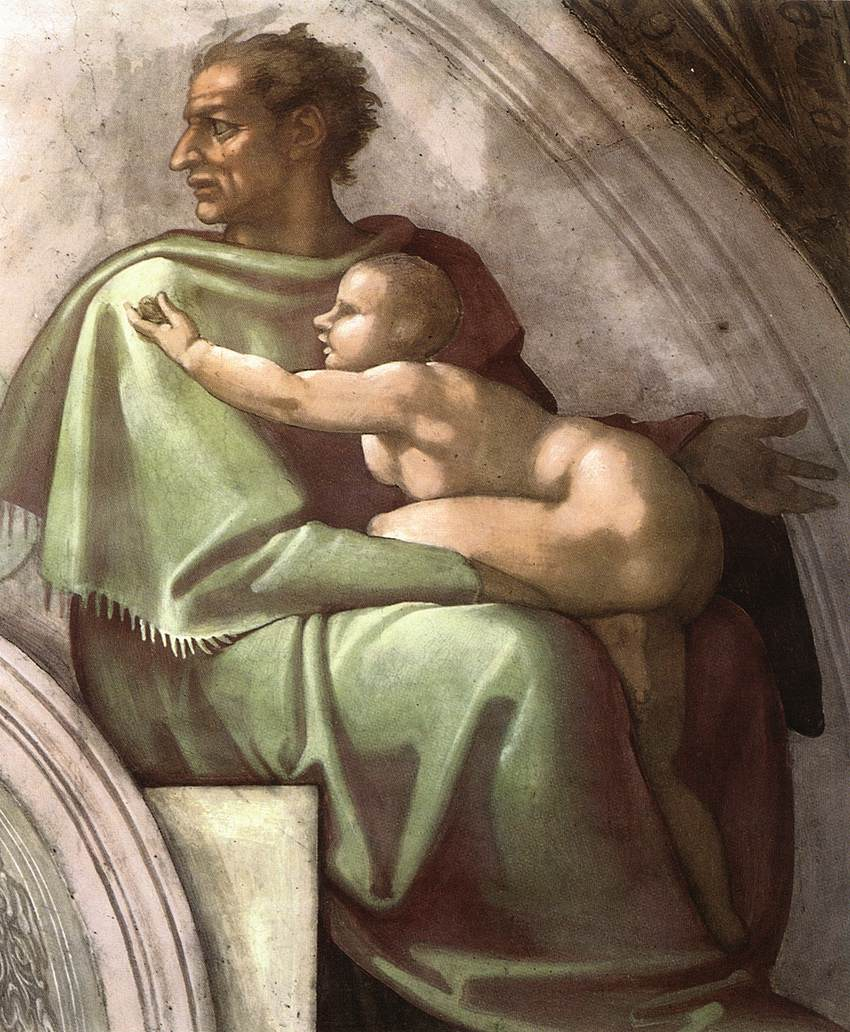
Dettaglio

La lunetta di Giosia, Ieconia e Salatiel venne affrescata da Michelangelo Buonarroti nel 1508-1511 circa e fa parte della decorazione delle pareti della Cappella Sistina nei Musei Vaticani a Roma. Venne realizzata nell'ambito dei lavori alla decorazione della volta, commissionata da Giulio II.

## Storia
Le lunette, che contengono la serie degli Antenati di Cristo, furono realizzate, come il resto degli affreschi della volta, in due fasi, a partire dalla parete di fondo, opposta all'altare. Gli ultimi episodi da un punto di vista cronologico delle storie narrate furono quindi le prime a venire dipinte. Nell'estate del 1511 doveva essere terminata la prima metà della Cappella, richiedendo lo smontaggio del ponteggio e la sua ricostruzione nell'altra metà. La seconda fase, avviata nell'ottobre 1511, terminò un anno dopo, appena in tempo per la scopertura del lavoro la vigilia di Ognissanti del 1512.
Tra le parti più annerite della decorazione della cappella, le lunette furono restaurate con risultati stupefacenti entro il 1986.
La lunetta di Giosia, Ieconia e Salatiel fu probabilmente la sesta ad essere dipinta.

## Descrizione e stile
Le lunette seguono la genealogia di Cristo del Vangelo di Matteo. Giosia, Ieconia e Salatiel sono nella penultima lunetta della parete sinistra; uno dei tre personaggi, ma non si sa quale, è raffigurato nel gruppo familiare della vela soprastante. 
Essa è organizzata con un gruppo di figure su ciascuna metà, intervallato dal tabellone con i nomi dei protagonisti scritto in capitali romane: " IOSIAS / IECHONIAS / SALATHIEL". 
Iosias, figlio di Amon, è generalmente indicato nell'uomo a destra e Ieconia nel figlio che tiene sulle ginocchia. La lunetta seguente sulla stessa parete, con Ezechia, Manasse e Amon, mostra gli antenati immediatamente precedenti. Il fatto che siano affiancate invece che contrapposte come tutte le altre rompe il ritmo della lettura, enfatizzando probabilmente il periodo dell'esilio babilonese.
Per la prima volta i due gruppi sono uniti da un chiaro rapporto drammatico, affidato all'azione dei due bambini che si slanciano l'uno verso l'altro, protendendo le braccia con gesto impetuoso. Quello in grembo all'uomo ha in mano un oggetto non riconoscibile, che sembra voler dare all'altro fanciullo. Se il padre volge di scatto la testa indietro forse per la sorpresa (come suggerisce la mano sinistra aperta), la madre dall'altro lato sembra voler evitare lo scambio ritraendosi bruscamente, con un'espressione apprensiva e con un gesto protettivo verso il figlio stretto con forza. Essa ha gli accordi cromatici più accesi della scena, con una camicia bianca, una veste rosa allacciata in vita da una fascia verde e un manto giallo sulle gambe; la testa è rischiarata dai colpi di luce che definiscono l'acconciatura con trecce bionde arrotolate. L'uomo invece ha la sola tonalità verde del mantello che copre la sua intera figura, con l'unico dettaglio decorativo del bordo a frange. La sua fisionomia è ben caratterizzata, con una definizione attenta e incisiva che ricorda la ritrattistica romana.